# Гольдштейн, Курт
Курт Гольдштейн (нем. Kurt Goldstein; 6 ноября 1878, Катовице — 19 сентября 1965, Нью-Йорк) — немецкий и американский невролог и психиатр еврейского происхождения, преподаватель. Автор основ нейро- и патопсихологии, феноменологического подхода и гештальт-направления в неврологии и психиатрии, создатель организмической теории медицины и личности, автор термина «самоактуализация».

## Биография
Родился в семье Абрахама Гольдштейна (1836—1902) и Розали Кассирер (1845—1911), из известного в Бреславле еврейского купеческого семейства. Его дед — Маркус Кассирер (1801—1880) — основал в Буякове торговый дом по продаже тканей и производству ткацкого оборудования, и впоследствии перевёл своё дело в Бреславль. Двоюродные братья — невролог Рихард Кассирер, дирижёр Фридрих Леопольд Кассирер, издатели и галеристы Пауль Кассирер и Бруно Кассирер, философ Эрнст Кассирер, фабрикант Хуго Кассирер (в честь которого названа Hugo-Cassirer-Straße в Берлине); двоюродная сестра — педагог Эдит Гехееб (1885—1982), жена теоретика прогрессивной педагогики Пауля Гехееба.
В 1903 году окончил университет в Бреслау (ученик Карла Вернике), к 1912 году — доцент и профессор в Кёнигсберге, в 1919 году — профессор во Франкфурте-на-Майне (где встретил представителей гештальтпсихологии). В 1914 организовал военный госпиталь, позже названного «институтом исследований последствий мозговых повреждений», директором которого стал.
Вместе с Максом Вертгаймером — основатель журнала Psychologische Forschung в 1922 году, в 1927 году — соорганизатор Международного общества психотерапии. С 1929 по 1933 — профессор и директор неврологического отделения госпиталя Моабит в Берлине.
В 1933 году попал в нацистскую тюрьму, после чего эмигрировал в Нидерланды. В Гааге в период эмиграции (1933—1934 гг.) создал труд «Организм». В 1935—1940 гг. эмигрировал в США, стал профессором Колумбийского университета и руководителем нейрофизиологической лаборатории в Монтефиорском госпитале в Нью-Йорке, с 1940 года по 1945 год являлся профессором Тафтского медицинского колледжа и руководителем неврологической лаборатории в Бостоне. С 1945 года вернулся в Нью-Йорк, был профессором Нью-Йоркского колледжа до 1955 года, с 1955 года — руководитель психологического отдела Нового института социальных исследований. Некоторые статьи Гольдштейна («Принцип целостности» и «Два способа приспособления к дефекту») были опубликованы в СССР.
Курт Гольдштейн на основании наблюдений, полученных в Первую мировую войну, выразил новый взгляд на локализацию функций головного мозга, согласно которому возможно использование неповреждённых частей мозга для компенсации функций повреждённых участков; данный холизм Гольдштейн распространял на человеческий организм в целом, рассуждая о недостаточности объяснения состояния организма гомеостазом.
К ученикам Гольдштейна относился Абрахам Маслоу.
Был дважды женат, три дочери.

## Работы и публикации
- Goldstein, Kurt. (1934). Der Aufbau des Organismus. Einführung in die Biologie unter besonderer Berücksichtigung der Erfahrungen am kranken Menschen. Den Haag, Nijhoff, 1934
- Goldstein, Kurt. (1939). The Organism: A Holistic Approach to Biology Derived from Pathological Data in Man. New York: American Book Company.
  - Goldstein, Kurt. The Organism: A Holistic Approach to Biology Derived from Pathological Data in Man (англ.). — Zone Books, 1939/1995. — ISBN 0-94-229997-3.
- Goldstein, Kurt. Human Nature in the Light of Psychopathology. — 1940.. Cambridge: Harvard University Press.
- Goldstein, Kurt; Scheerer, Martin.(1941): Abstract and Concrete Behavior: An Experimental Study With Special Tests. In: Psychological Monographs, ed. by John F. Dashell, Vol. 53/1941, No. 2 (whole No. 239), S. 1-151.
- Goldstein, Kurt. (1942) After effects of brain injuries in war. New York: Grune & Stratton.
- Goldstein, Kurt., Hanfmann, E., Rickers-Ovsiankina (1944). Case Lanuti: Extreme Concretization of Behavior Due to Damage of the Brain Cortex. In: Psychological Monographs, ed. by John F. Dashell, Vol. 57/1944, No. 4 (whole No. 264), S. 1-72.
- Goldstein, Kurt., Scheerer, M., Rothmann, E. (1945). A Case of «Idiot Savant»: An Experimental Study of Personality Organization. In: Psychological Monographs, ed. by John F. Dashell, Vol. 58/1945, No. 4 (whole No. 269), S. 1-63.
- Goldstein, Kurt. (1948). Language and Language Disturbances: Aphasic symptom complexes and their significance for medicine and theory of language. New York: Grune & Stratton.
- Goldstein, Kurt. (1967). Selected writings. ed., Aron Gurwitsch, Else M. Goldstein.

В русском переводе:
- Принцип целостности в медицине // «Советская психоневрология», 1933
- О двух формах приспособления к дефектам // «Невропатология и психиатрия», 1940